# Calcio ai Giochi della XVI Olimpiade - Convocazioni

## Australia
Allenatore:  Len Young
| N. | Pos. | Giocatore       | Data nascita (età)          | Pres. | Squadra             |
| -- | ---- | --------------- | --------------------------- | ----- | ------------------- |
| 1  | P    | Bill Henderson  | 23 novembre 1929 (27 anni)  |       | Granville           |
| 2  | P    | Ron Lord        | 25 agosto 1929 (27 anni)    |       | Auburn              |
| 3  | A    | Col Kitching    | 11 novembre 1936 (20 anni)  |       | Saint Helens        |
| 4  | C    | Peter Stone     |                             |       | Bankstown City      |
| 5  | A    | Ted Smith       | 24 settembre 1935 (21 anni) |       | Moreland            |
| 6  | C    | George Arthur   | 1º gennaio 1925 (31 anni)   |       | Wallsend            |
| 7  | D    | Bill Harburn    |                             |       | Melbourne Hakoah    |
| 8  | D    | Alwyn Warren    | 1º novembre 1931 (25 anni)  |       | Blackstone          |
| 9  | C    | Alex Rattray    | 16 febbraio 1925 (31 anni)  |       | Caledonians         |
| 10 | A    | Alec Beattie    |                             |       | Budapest SA         |
| 11 | D    | Bob Bignall     | 14 marzo 1922 (34 anni)     |       | Corrimal Rangers    |
| 12 | D    | John Pettigrew  | 31 ottobre 1934 (22 anni)   |       | Cessnock City       |
| 13 | A    | Frank Loughran  | 31 gennaio 1931 (25 anni)   |       | Moreland            |
| 14 | C    | Robert Wemyss   | 1º luglio 1928 (28 anni)    |       | Maribyrnong Polonia |
| 15 | A    | Jack Lennard    | 2 aprile 1930 (26 anni)     |       | Cessnock City       |
| 16 | A    | Brian Vogler    | 20 febbraio 1932 (24 anni)  |       | Dunmore             |
| 17 | A    | Bruce Morrow    | 5 maggio 1936 (20 anni)     |       | Wallsend            |
| 18 | D    | Conrad Purser   | 2 agosto 1931 (25 anni)     |       | North Perth         |
| 19 | A    | Graham McMillan | 21 gennaio 1936 (20 anni)   |       | YMCA                |
| 20 | C    | Cliff Sander    | 11 novembre 1931 (25 anni)  |       | Saint Helens        |

## Bulgaria
Allenatore:  Stojan Ormandžiev -  Krum Milev
| N. | Pos. | Giocatore         | Data nascita (età)          | Pres. | Squadra         |
| -- | ---- | ----------------- | --------------------------- | ----- | --------------- |
| 1  | A    | Krum Janev        | 9 gennaio 1929 (27 anni)    |       | CDNA Sofia      |
| 2  | C    | Gavril Stojanov   | 9 luglio 1929 (27 anni)     |       | CDNA Sofia      |
| 3  | A    | Todor Diev        | 28 settembre 1934 (22 anni) |       | Spartak Plovdiv |
| 5  | P    | Georgi Najdenov   | 21 dicembre 1931 (24 anni)  |       | CDNA Sofia      |
| 6  | A    | Dimităr Milanov   | 18 ottobre 1928 (28 anni)   |       | CDNA Sofia      |
| 7  | A    | Ivan Kolev        | 1º novembre 1930 (26 anni)  |       | CDNA Sofia      |
| 9  | P    | Jordan Josifov    | 12 agosto 1932 (24 anni)    |       | Slavia Sofia    |
| 10 | D    | Milčo Goranov     | 6 novembre 1928 (28 anni)   |       | Slavia Sofia    |
| 11 | D    | Kiril Rakarov     | 24 maggio 1932 (24 anni)    |       | CDNA Sofia      |
| 12 | A    | Panajot Panajotov | 30 dicembre 1930 (25 anni)  |       | CDNA Sofia      |
| 13 | D    | Manol Manolov     | 4 agosto 1925 (31 anni)     |       | CDNA Sofia      |
| 14 | D    | Ilja Kirčev       | 28 dicembre 1932 (23 anni)  |       | Spartak Varna   |
| 18 | D    | Nikola Kovačev    | 4 giugno 1934 (22 anni)     |       | CDNA Sofia      |
| 19 | A    | Georgi Dimitrov   | 1º maggio 1931 (25 anni)    |       | CDNA Sofia      |
| 20 | D    | Stefan Božkov     | 20 settembre 1923 (33 anni) |       | CDNA Sofia      |

## Giappone
Allenatore:  Shigemaru Takenokoshi
| N. | Pos. | Giocatore           | Data nascita (età)         | Pres. | Squadra                |
| -- | ---- | ------------------- | -------------------------- | ----- | ---------------------- |
| 1  | A    | Taizō Kawamoto      | 17 gennaio 1914 (42 anni)  |       | Kawaso Electric        |
| 2  | D    | Isamu Kinoshita     |                            |       |                        |
| 3  | P    | Yukio Shimomura     | 25 gennaio 1932 (24 anni)  |       | Toyo Kogyo             |
| 4  | P    | Yoshio Furukawa     | 5 luglio 1934 (22 anni)    |       | Kansai Daigaku         |
| 5  | C    | Takashi Takabayashi | 2 agosto 1931 (25 anni)    |       | Tanabe Pharma          |
| 6  | C    | Kakuichi Mimura     | 16 agosto 1931 (25 anni)   |       | Toho Titanium          |
| 7  | D    | Ryūzō Hiraki        | 7 ottobre 1931 (25 anni)   |       | Kwansei Gakuin Daigaku |
| 8  | D    | Hiroaki Satō        | 5 febbraio 1932 (24 anni)  |       | Kawaso Electric        |
| 9  | C    | Michihiro Ozawa     | 25 dicembre 1932 (23 anni) |       | Toyo Kogyo             |
| 10 | C    | Waichirō Ōmura      | 1º gennaio 1933 (23 anni)  |       | Tanabe Pharma          |
| 11 | D    | Yasuo Takamori      | 3 marzo 1934 (22 anni)     |       | Rikkyō University      |
| 12 | A    | Masanori Tokita     | 24 giugno 1925 (31 anni)   |       | Tanabe Pharma          |
| 13 | A    | Tadao Kobayashi     | 7 luglio 1930 (26 anni)    |       | Tokyo Marine           |
| 14 | A    | Ken Naganuma        | 5 settembre 1930 (26 anni) |       | Furukawa Electric      |
| 15 | A    | Isao Iwabuchi       | 17 novembre 1933 (23 anni) |       | Toyota Motors          |
| 16 | A    | Shigeo Yaegashi     | 24 marzo 1933 (23 anni)    |       | Waseda WMW             |
| 17 | A    | Masao Uchino        | 21 aprile 1934 (22 anni)   |       | Chūō Daigaku           |
| 18 | A    | Akira Kitaguchi     | 8 marzo 1935 (21 anni)     |       | Kwansei Gakuin Daigaku |

## India
Allenatore:  Abdul Rahim Sayed
| N. | Pos. | Giocatore               | Data nascita (età)         | Pres. | Squadra                  |
| -- | ---- | ----------------------- | -------------------------- | ----- | ------------------------ |
| 1  | A    | Samar Banerjee          | 1º gennaio 1932 (24 anni)  |       | Mohun Bagan              |
| 2  | A    | Krishnaswamy Kittu      | 1º gennaio 1932 (24 anni)  |       | East Bengal              |
| 3  | A    | Krishna Pal             | 1º gennaio 1934 (22 anni)  |       | Mohun Bagan              |
| 4  | C    | Nikhil Kumar Nandy      | 1º gennaio 1932 (24 anni)  |       | Eastern Railway          |
| 5  | A    | Pradip Kumar Banerjee   | 15 ottobre 1936 (20 anni)  |       | Eastern Railway          |
| 6  | C    | Mariappa Kempaiah       | 10 febbraio 1933 (23 anni) |       | East Bengal              |
| 7  | A    | Mohammed Kannayan       | 1º gennaio 1932 (24 anni)  |       | Bengal Nagpur Railway    |
| 8  | D    | Abdul Rehman            | 1º gennaio 1934 (22 anni)  |       | Rajasthan Club           |
| 9  | D    | Syed Khwaja Azizuddin   | 12 luglio 1929 (27 anni)   |       | Hyderabad City Police    |
| 10 | D    | Sheikh Abdul Latif      | 8 maggio 1934 (22 anni)    |       | Mohammedan               |
| 11 | C    | Noor Mohammed           | 1º gennaio 1925 (31 anni)  |       | Hyderabad City Police    |
| 12 | C    | Ahmed Husein            | 1º gennaio 1932 (24 anni)  |       | Hyderabad City Police    |
| 13 | C    | Mohammed Abdul Salaam   | 1º gennaio 1931 (25 anni)  |       | Mohammedan               |
| 14 | A    | Neville Stephen D'Souza | 1º gennaio 1932 (24 anni)  |       | Tata                     |
| 15 | A    | Tulsidas Balaram        | 30 novembre 1936 (19 anni) |       | Hyderabad City Police    |
| 16 | P    | Peter Thangaraj         | 24 dicembre 1935 (20 anni) |       | Madras Regimental Center |
| 17 | P    | Subramaniam Narayan     | 12 novembre 1934 (22 anni) |       | Caltex                   |
| 18 | A    | Mohammed Zulfiqaruddin  |                            |       | Hyderabad City Police    |

## Indonesia
Allenatore:  Antun Pogačnik
| N. | Pos. | Giocatore                 | Data nascita (età)        | Pres. | Squadra            |
| -- | ---- | ------------------------- | ------------------------- | ----- | ------------------ |
| 1  | P    | Maulwi Saelan             | 8 agosto 1928 (28 anni)   |       | PSM Makassar       |
| 2  | P    | Paidjo                    |                           |       | Persema Malang     |
| 3  | D    | Chairuddin Siregar        |                           |       | Persija            |
| 4  | A    | Thio Him Tjiang           | 28 agosto 1929 (27 anni)  |       | Persija            |
| 5  | D    | Mohamed Rashjid           |                           |       | PSMS Medan         |
| 6  | D    | M. Sidhi                  |                           |       | Persebaya Surabaya |
| 7  | C    | Kwee Kiat Sek             | 11 gennaio 1934 (22 anni) |       | Persija            |
| 8  | D    | Ramlan Yatim              |                           |       | PSMS Medan         |
| 9  | C    | Tan Liong Houw            | 26 luglio 1930 (26 anni)  |       | Persija            |
| 10 | C    | Rukma Sudjana             |                           |       | Persib             |
| 11 | C    | Kasmoeri                  |                           |       |                    |
| 12 | A    | Rusil Ramang              | 24 aprile 1924 (32 anni)  |       | PSM Makassar       |
| 13 | A    | Ramli Yatim               |                           |       | PSMS Medan         |
| 14 | A    | Mohammad Djamiaat Dhalhar |                           |       | Persija            |
| 15 | A    | Ashari Danu               |                           |       | PSIS Semarang      |
| 16 | A    | Ade Dana                  |                           |       | Persib             |
| 17 | A    | Endang Witarsa            | 16 ottobre 1916 (40 anni) |       | Persib             |
| 18 | A    | Achad Arifin              |                           |       | PSP Padang         |
| 19 | A    | Phwa Sian Liong           |                           |       | Persebaya Surabaya |
| 20 | A    | Jasrin Jusron             |                           |       | PSIS Semarang      |

## Jugoslavia
Allenatore:  Milovan Ćirić
| N. | Pos. | Giocatore           | Data nascita (età)        | Pres. | Squadra           |
| -- | ---- | ------------------- | ------------------------- | ----- | ----------------- |
| 1  | P    | Petar Radenković    | 1º ottobre 1934 (22 anni) |       | BSK Belgrado      |
| 2  | D    | Mladen Koščak       | 16 ottobre 1936 (20 anni) |       | Dinamo Zagabria   |
| 3  | D    | Nikola Radović      | 20 ottobre 1933 (23 anni) |       | Hajduk Spalato    |
| 4  | C    | Dobrosav Krstić     | 5 febbraio 1934 (22 anni) |       | Vojvodina         |
| 5  | D    | Ivan Šantek         | 23 aprile 1932 (24 anni)  |       | NK Zagabria       |
| 6  | C    | Kruno Radiljević    | 1º gennaio 1931 (25 anni) |       | Velež Mostar      |
| 7  | A    | Luka Lipošinović    | 12 maggio 1933 (23 anni)  |       | Dinamo Zagabria   |
| 8  | A    | Muhamed Mujić       | 25 aprile 1932 (24 anni)  |       | Velež Mostar      |
| 9  | A    | Zlatko Papec        | 17 gennaio 1934 (22 anni) |       | Hajduk Spalato    |
| 10 | A    | Todor Veselinović   | 22 ottobre 1930 (26 anni) |       | Vojvodina         |
| 11 | C    | Dragoslav Šekularac | 8 novembre 1937 (19 anni) |       | Stella Rossa      |
| 12 | P    | Blagoja Vidinić     | 11 giugno 1934 (22 anni)  |       | Radnički Belgrado |
| 13 | D    | Ibrahim Biogradlić  | 8 marzo 1931 (25 anni)    |       | Sarajevo          |
| 14 | C    | Vladimir Popović    | 17 marzo 1935 (21 anni)   |       | Stella Rossa      |
| 15 | D    | Ljubiša Spajić      | 7 marzo 1926 (30 anni)    |       | Stella Rossa      |
| 16 | A    | Sava Antić          | 28 agosto 1928 (28 anni)  |       | BSK Belgrado      |
| 17 | A    | Joško Vidošević     | 11 gennaio 1935 (21 anni) |       | Hajduk Spalato    |

## Regno Unito
Allenatore:  Norman Creek
| N. | Pos. | Giocatore        | Data nascita (età)         | Pres. | Squadra            |
| -- | ---- | ---------------- | -------------------------- | ----- | ------------------ |
| 1  | D    | Dexter Adams     |                            |       | Hendon             |
| 2  | A    | George Bromilow  | 4 dicembre 1931 (24 anni)  |       | Southport          |
| 3  | A    | J.T. Coates      |                            |       | Royal Navy FA      |
| 4  | C    | Herbert Dodkins  | 20 dicembre 1929 (26 anni) |       | Ilford             |
| 5  | D    | Tommy Farrer     | 22 dicembre 1922 (33 anni) |       | Walthamstow Avenue |
| 6  | A    | Bob Hardisty     | 1º dicembre 1921 (34 anni) |       | Bishop Auckland    |
| 7  | A    | Jack Laybourne   | 26 maggio 1927 (29 anni)   |       | Corinthian Casuals |
| 8  | A    | Derek Lewin      | 18 maggio 1930 (26 anni)   |       | Bishop Auckland    |
| 9  | A    | Jim Lewis        | 26 maggio 1927 (29 anni)   |       | Chelsea            |
| 10 | P    | Mike Pinner      | 16 febbraio 1934 (22 anni) |       | Pegasus            |
| 11 | C    | Stanley Prince   | 24 gennaio 1927 (29 anni)  |       | Walthamstow Avenue |
| 12 | C    | Terry Robinson   | 11 agosto 1929 (27 anni)   |       | Brentford          |
| 13 | P    | Harry Sharratt   | 16 dicembre 1929 (26 anni) |       | Bishop Auckland    |
| 14 | D    | Don Stoker       | 30 dicembre 1922 (33 anni) |       | Sutton Utd         |
| 15 | D    | Laurie Topp      | 11 novembre 1923 (33 anni) |       | Hendon             |
| 16 | A    | Charlie Twissell | 16 dicembre 1932 (23 anni) |       | Plymouth           |

## Squadra Unificata Tedesca
Allenatore:  Sepp Herberger
| N. | Pos. | Giocatore          | Data nascita (età)          | Pres. | Squadra               |
| -- | ---- | ------------------ | --------------------------- | ----- | --------------------- |
| 1  | P    | Albert Görtz       | 18 novembre 1933 (23 anni)  |       | Düsseldorf            |
| 2  | P    | Manfred Eglin      | 10 ottobre 1935 (21 anni)   |       | Karlsruhe             |
| 3  | D    | Willi Gerdau       | 12 febbraio 1929 (27 anni)  |       | Heider                |
| 4  | D    | Hermann Höfer      | 19 luglio 1934 (22 anni)    |       | Eintracht Francoforte |
| 5  | D    | Günter Jäger       | 21 dicembre 1935 (20 anni)  |       | Fortuna Düsseldorf    |
| 6  | D    | Karl Hoffmann      | 10 ottobre 1935 (21 anni)   |       | Fortuna Düsseldorf    |
| 7  | C    | Rudi Hoffmann      | 11 febbraio 1935 (21 anni)  |       | Vikt. Aschaffenburg   |
| 8  | C    | Fritz Semmelmann   | 24 luglio 1928 (28 anni)    |       | Bayreuth              |
| 9  | C    | Max Schwall        | 2 settembre 1932 (24 anni)  |       | Daxlanden             |
| 10 | A    | Matthias Mauritz   | 13 novembre 1924 (32 anni)  |       | Fortuna Düsseldorf    |
| 11 | A    | Rolf Geiger        | 16 ottobre 1934 (22 anni)   |       | Kickers Stoccarda     |
| 12 | A    | Johann Zeitler     | 30 aprile 1927 (29 anni)    |       | VfB Bayreuth          |
| 13 | A    | Herbert Schäfer    | 16 agosto 1927 (29 anni)    |       | Siegen                |
| 14 | A    | Ernst-Günter Habig | 14 settembre 1935 (21 anni) |       | Rapid Colonia         |
| 15 | A    | Albert Brülls      | 26 marzo 1937 (19 anni)     |       | Borussia M'gladbach   |

## Stati Uniti
Allenatore:  Jimmy Mills
| N. | Pos. | Giocatore      | Data nascita (età)         | Pres. | Squadra                       |
| -- | ---- | -------------- | -------------------------- | ----- | ----------------------------- |
| 1  | C    | John Carden    |                            |       | United States Armed Forces SC |
| 2  | P    | Ronald Coder   |                            |       | United States Armed Forces SC |
| 3  | C    | Bill Conterio  | 29 novembre 1929 (26 anni) |       | Chicago Falcons               |
| 4  | C    | James Dorrian  | 6 marzo 1931 (25 anni)     |       | Danish SC                     |
| 5  | P    | Svend Engedahl | 23 giugno 1928 (28 anni)   |       | Danish-American               |
| 6  | D    | Harry Keough   | 15 novembre 1927 (29 anni) |       | St. Louis Kutis               |
| 7  | A    | Bill Looby     | 11 novembre 1931 (25 anni) |       | St. Louis Kutis               |
| 8  | D    | Alfonso Marina |                            |       | Brooklyn Hispano              |
| 9  | A    | Rubén Mendoza  | 2 giugno 1931 (25 anni)    |       | St. Louis Kutis               |
| 10 | A    | Lloyd Monsen   | 7 maggio 1931 (25 anni)    |       | New York Hakoah               |
| 11 | A    | Ed Murphy      | 6 novembre 1930 (26 anni)  |       | Chicago Falcons               |
| 12 | C    | Richard Packer |                            |       | Uhrik Truckers                |
| 13 | D    | Zenon Snylyk   | 14 novembre 1933 (23 anni) |       | Montréal Ukraina              |
| 14 | D    | Herman Wecke   | 10 marzo 1927 (29 anni)    |       | St. Louis Kutis               |
| 15 | D    | Siegbert Wirth |                            |       | United States Armed Forces SC |
| 16 | A    | Al Zerhusen    | 4 dicembre 1931 (24 anni)  |       | Kolping                       |
|    | C    | Rolf Decker    |                            |       | New York Hakoah               |

## Thailandia
Allenatore:  Bunchoo Samutkojon
| N. | Pos. | Giocatore                | Data nascita (età) | Pres. | Squadra              |
| -- | ---- | ------------------------ | ------------------ | ----- | -------------------- |
| 1  | P    | Kasem Baikam             |                    |       | Royal Thai Army      |
| 2  | C    | Samruay Chaiyong         |                    |       | Royal School College |
| 3  | D    | Pratheep Chermudhai      |                    |       |                      |
| 4  | A    | Sukit Chitranukroh       |                    |       |                      |
| 5  | D    | Suraphong Chutimawong    |                    |       |                      |
| 6  | C    | Sophon Hayachanta        |                    |       | Royal Thai Air Force |
| 7  | A    | Bamphen Lattimon         |                    |       | Royal Thai Police    |
| 8  | A    | Vivathana Milinthachinda |                    |       |                      |
| 9  | A    | Suchat Mutugun           |                    |       |                      |
| 10 | A    | Nit Sriyabhaya           |                    |       |                      |
| 11 | P    | Tu Suwanit               |                    |       | Royal Thai Police    |
| 12 | C    | Prasan Suwanasit         |                    |       | Royal Thai Army      |
| 13 | C    | Wanchai Suvaree          |                    |       | Royal Thai Police    |

## Unione Sovietica
Allenatore:  Gavriil Kačalin
| N. | Pos. | Giocatore          | Data nascita (età)          | Pres. | Squadra       |
| -- | ---- | ------------------ | --------------------------- | ----- | ------------- |
| 1  | P    | Lev Jašin          | 22 ottobre 1929 (27 anni)   |       | Dinamo Mosca  |
| 2  | P    | Boris Razinskij    | 12 luglio 1933 (23 anni)    |       | CDSA Mosca    |
| 3  | D    | Nikolaj Tiščenko   | 10 dicembre 1926 (29 anni)  |       | Spartak Mosca |
| 4  | D    | Anatolij Bašaškin  | 23 febbraio 1924 (32 anni)  |       | CDSA Mosca    |
| 5  | D    | Michail Ogon'kov   | 24 luglio 1932 (24 anni)    |       | Spartak Mosca |
| 6  | D    | Boris Kuznecov     | 14 luglio 1928 (28 anni)    |       | Dinamo Mosca  |
| 7  | C    | Aleksej Paramonov  | 21 febbraio 1925 (31 anni)  |       | Spartak Mosca |
| 8  | C    | Igor' Netto        | 9 gennaio 1930 (26 anni)    |       | Spartak Mosca |
| 9  | C    | Anatolij Maslënkin | 29 giugno 1930 (26 anni)    |       | Spartak Mosca |
| 10 | C    | József Beca        | 6 novembre 1929 (27 anni)   |       | CDSA Mosca    |
| 11 | A    | Boris Tatušin      | 31 marzo 1933 (23 anni)     |       | Spartak Mosca |
| 12 | A    | Anatolij Isaev     | 14 giugno 1932 (24 anni)    |       | Spartak Mosca |
| 13 | A    | Nikita Simonjan    | 12 ottobre 1926 (30 anni)   |       | Spartak Mosca |
| 14 | A    | Sergej Sal'nikov   | 13 settembre 1925 (31 anni) |       | Spartak Mosca |
| 15 | A    | Anatolij Il'in     | 27 giugno 1931 (25 anni)    |       | Spartak Mosca |
| 16 | A    | Valentin Ivanov    | 19 novembre 1934 (22 anni)  |       | Torpedo Mosca |
| 17 | A    | Ėduard Strel'cov   | 21 luglio 1937 (19 anni)    |       | Torpedo Mosca |
| 18 | A    | Vladimir Ryžkin    | 29 dicembre 1930 (25 anni)  |       | Dinamo Mosca  |
| 19 | A    | Jurij Beljaev      | 2 aprile 1934 (22 anni)     |       | CDSA Mosca    |
| 20 | D    | Anatolij Porchunov | 28 luglio 1928 (28 anni)    |       | CDSA Mosca    |